# Hans-Friedrich Rosenfeld

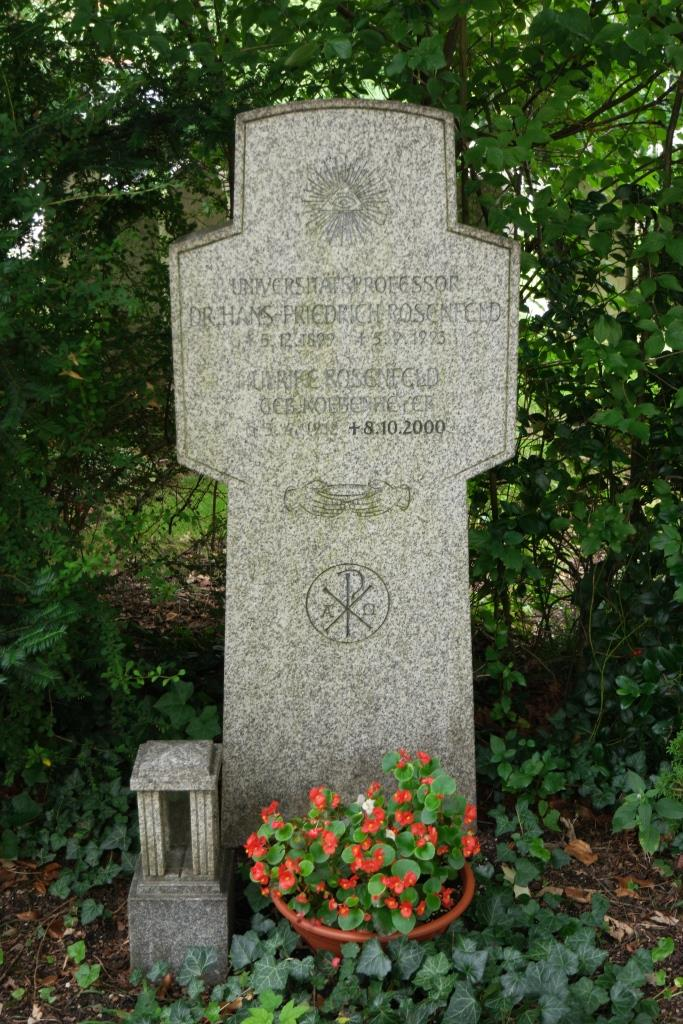
Grab von Hans-Friedrich Rosenfeld auf dem Friedhof München-Solln

Hans-Friedrich Rosenfeld (* 5. Dezember 1899 in Halberstadt; † 5. September 1993 in München) war ein deutscher Germanist.

## Leben
Hans-Friedrich Rosenfeld studierte Germanistik an den Universitäten Frankfurt/Main, Freiburg und Berlin. Seit dem Studium gehörte er der Philologischen Verbindung Chattia Frankfurt an. 1931 wurde er Professor in Berlin. Nach Gastprofessuren in Finnland von 1931 bis 1937 war er von 1937 bis 1946 Professor an der Universität Greifswald. Für die Jahre 1935 und 1936 schlug er den von den Nationalsozialisten stark geförderten völkischen Schriftsteller Erwin Guido Kolbenheyer jeweils für den Nobelpreis für Literatur vor.
Rosenfeld war 1948–1955 Leiter des Arbeitsstelle Pommersches Wörterbuch der Deutschen Akademie der Wissenschaften. Ab 1955 war er Professor für (Alt-)Germanistik an der Universität Rostock, ab 1956 wieder in Greifswald, wo er zunächst Institutsdirektor wurde. Dort wurde ihm auf Initiative von SED-Funktionären vom Fakultätsrat wegen seiner „bürgerlichen Haltung“ 1958 ein Lehrverbot erteilt.
Rosenfeld verließ daraufhin die DDR; sein Nachfolger in Greifswald wurde der von der Parteileitung protegierte Hans Jürgen Geerdts. Rosenfeld übernahm eine Professur in München. 1967 wurde er emeritiert.
Der Germanist und Bibliothekar Hellmut Rosenfeld (1907–1993) war sein Bruder.

## Auszeichnungen
- Finnischer Orden der Weißen Rose, Kommandeur II. Klasse (1939)

## Schriften (Auswahl)
- als Hrsg.: Heinrich von Burgus: Der Seele Rat. Aus der Brixener Handschrift (= Deutsche Texte des Mittelalters, Band 37). Weidmann, Berlin 1932 (Edition).
- Der hl. Christophorus. Seine Verehrung und seine Legende. Eine Untersuchung zur Kultgeographie und Legendenbildung des Mittelalters. Harrassowitz, Leipzig 1937.
- Mittelniederländische Reimchroniken. Bamberg Verlag, Greifswald 1939.
- Spinnen und Weben im pommerschen Platt. Suomalainen Tiedeakatemia, Helsinki 1954.
- 500 Jahre Plattdeutsch in Greifswald. Hinstorff-Verlag, Rostock 1956.
- als Hrsg.: Ulrich von Etzenbach: Wilhelm von Wenden. Akademie-Verlag, Berlin 1957 (kritische Edition).
- Germ. „fis(t)“ in seiner Entfaltung in übertragenem Sinn; Zu ndl. „vies“, dt. „fies“ ‘Ekel erregend’, ‘Ekel empfindend’, ‘heikel’; Zu ndl. „fis“, „visse“, rhein. „fiss“, ‘Iltis’. In: Beiträge zur Geschichte der deutschen Sprache und Literatur. Band 78, (Halle) 1956, S. 357–420; Band 80, 1958, S. 424–460.
- Wort- und Sachstudien: Untersuchungen zur Terminologie des Aufzugs, zu Webstuhl und Schermethode der germanischen Bronze- und Eisenzeit und zur Frauentracht der Bronzezeit sowie der Frage ihres Fortlebens in der Volkstracht. Akademie-Verlag, Berlin 1958.
- Herzog Ernst D und Ulrich von Eschenbach. Johnson, London / New York 1967 (überarbeitete Fassung der Habilitationsschrift gleichen Titels, Mayer & Müller, Leipzig 1929).
- Das deutsche Wörterbuch von Jacob und Wilhelm Grimm seit Arthur Hübners Reform. Selbstverlag, München 1969.
- Mnd. rode, röde und Verwandtes sowie der Hundename Hopf. Zugleich ein Beitrag zur Eulenspiegelforschung. In: Niederdeutsche Mitteilungen. Band 26, 1970, S. 5–24.
- mit Hellmut Rosenfeld: Deutsche Kultur im Spätmittelalter. 1250–1500. Athenaion, Wiesbaden 1978, ISBN 3-7997-0713-1 (= Handbuch der Kulturgeschichte, 1. Abteilung, Band 5).
- als Hrsg.: Ulrich von Etzenbach (zugeschrieben): Herzog Ernst. Max Niemeyer, Tübingen 1991, ISBN 978-3-484-21204-6 (Edition der Fassung D des Versepos; = Altdeutsche Textbibliothek, Nr. 104).
- Hinterpommersches Wörterbuch der Mundart von Gross Garde (Kreis Stolp). Auf Grund der von Franz Jost (1887–1958) gesammelten Materialien. Böhlau, Köln 1993, ISBN 3-412-05993-5.